# Ancusa
Ancusa (łac. Dioecesis Ancusensis) – stolica historycznej diecezji w Cesarstwie Rzymskim (prowincja Bizacena), współcześnie w Tunezji. Od XX w. jest katolickim biskupstwem tytularnym.

## Biskupi tytularni
| Lp. | Biskup                                   | Funkcja                                | Od               | Do               |
| --- | ---------------------------------------- | -------------------------------------- | ---------------- | ---------------- |
| 1   | José Guadalupe Ortíz y López             | biskup pomocniczy Monterrey (Meksyk)   | 26 marca 1926    | 20 września 1929 |
| 2   | Saturnino Peri                           | emerytowany biskup Iglesias (Włochy)   | 1 listopada 1929 | 9 stycznia 1945  |
| 3   | John Roderick MacDonald                  | biskup koadiutor Antigonish (Kanada)   | 3 marca 1945     | 13 kwietnia 1950 |
| 4   | Bonaventura Porta                        | emerytowany biskup Pesaro (Włochy)     | 28 grudnia 1952  | 15 grudnia 1953  |
| 5   | François Xavier Arthur Florent Morilleau | biskup koadiutor La Rochelle (Francja) | 5 maja 1954      | 10 sierpnia 1955 |
| 6   | Domenico Enrici                          | nuncjusz apostolski                    | 17 września 1955 | 3 grudnia 1997   |
| 7   | Marcelino Hernández Rodríguez            | biskup pomocniczy Meksyku (Meksyk)     | 5 stycznia 1998  | 23 lutego 2008   |
| 8   | Stephan Turnovszky                       | biskup pomocniczy Wiednia (Austria)    | 6 marca 2008     |                  |